# Kiyotaka Kuroda
Kiyotaka Kuroda (jap. 黑田 清隆 Kuroda Kiyotaka ; ur. 21 listopada 1840 w Kagoshimie w prowincji Satsuma (ob. prefektura Kagoshima), zm. 25 sierpnia 1900 w Tokio) – premier Japonii.
Pochodził z rodziny samurajów na służbie klanu Shimazu, daimyō Satsumy. W 1862 był uczestnikiem tzw. „incydentu w Namamugi”, w którym doszło do śmierci angielskiego kupca. W 1863 brał udział w działaniach wojennych będących konsekwencją tego zdarzenia. W tym samym roku wyjechał do Edo, aby studiować artylerię.
Należał do tzw. Genrō, grupy polityków z Satsumy i Chōshū, którzy stanowili dominującą grupę we władzach Japonii od roku 1868 do wybuchu I wojny światowej. Brał udział w ustanowieniu sojuszu Satchō, a następnie w wojnie boshin.
W 1870 roku powierzono mu kierowanie procesem zasiedlania i rozwoju wyspy Hokkaido. Wynajmował amerykańskich specjalistów od rolnictwa, wspomagał imigrantów osiedlających się na wyspie oraz rozwijał nowe dziedziny przemysłu. W efekcie tych działań populacja wyspy wzrosła czterokrotnie, co ograniczyło wpływy Rosjan na tym terenie.
Pozycja Kurody w japońskich władzach rosła, w 1878 roku po śmierci Toshimichi Ōkubo, stał się liderem Satsumy. W 1888 roku objął urząd premiera Japonii. Zrezygnował po osiemnastu miesiącach, jednak jako Genrō zachował znaczną pozycję w rządzie, aż do śmierci w 1900 roku.